# Fleming (cràter)
Fleming és un gran cràter d'impacte que es troba a la cara oculta de la Lluna, per la qual cosa no pot ser vist des de la Terra. Es troba a un diàmetre de distància a l'est-nord-est del cràter Hertz, i al nord-oest de Lobachevskiy.
La vora baixa d'aquesta formació apareix molt erosionat i superposat per múltiples cràters més petits. El més notable d'ells és Fleming N situat al seu costat sud, mentre que un altre cràter només lleugerament més petit travessa la vora oriental inferior. El sòl interior també està marcat per una sèrie de petits impactes i les vores d'un cràter palimpsest.
Abans de rebre el seu nom actual en homenatge a Alexander Fleming i a Williamina Fleming el 1970 per la UAI, aquest cràter es coneixia com a cràter 203.

## Cràters satèl·lit
Per convenció, aquests elements són identificats als mapes lunars posant la lletra al costat del punt mitjà del cràter que està més prop de Fleming.
|         | \| Fleming \| Coordenades \| Diàmetre \| \| ------- \| -------------------------------------- \| -------- \| \| D \| 17° 00′ N, 114° 00′ E / 17.0°N,114.0°E \| 25 km \| \| N \| 12° 42′ N, 108° 48′ E / 12.7°N,108.8°E \| 24 km \| \| W \| 18° 00′ N, 106° 12′ E / 18.0°N,106.2°E \| 50 km \| \| I \| 18° 12′ N, 108° 12′ E / 18.2°N,108.2°E \| 30 km \| |          |
| Fleming | Coordenades | Diàmetre |
| D       | 17° 00′ N, 114° 00′ E / 17.0°N,114.0°E | 25 km    |
| N       | 12° 42′ N, 108° 48′ E / 12.7°N,108.8°E | 24 km    |
| W       | 18° 00′ N, 106° 12′ E / 18.0°N,106.2°E | 50 km    |
| I       | 18° 12′ N, 108° 12′ E / 18.2°N,108.2°E | 30 km    |

## Galeria

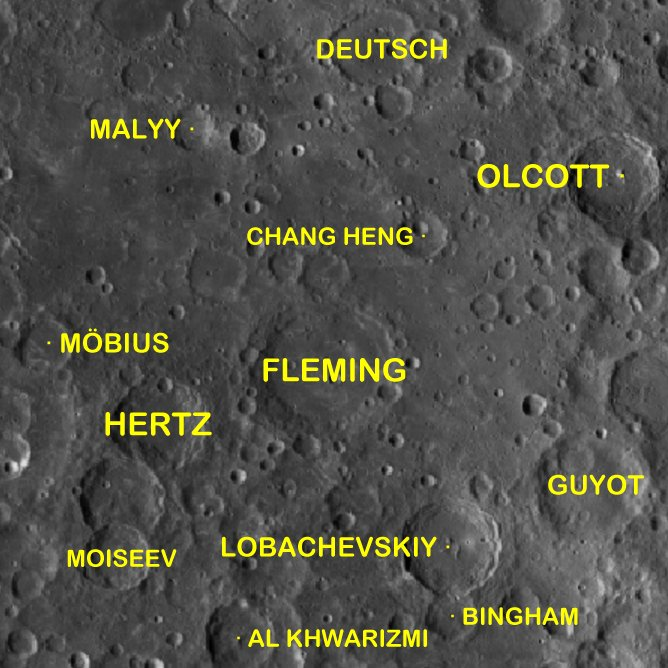
Localització del cràter Fleming. Fotografia de la missió Lunar Reconnaissance Orbiter
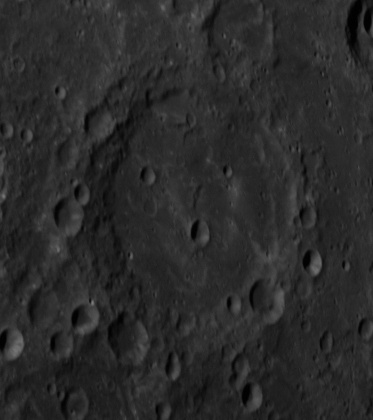
Fotografia de la missió Apol·lo 14
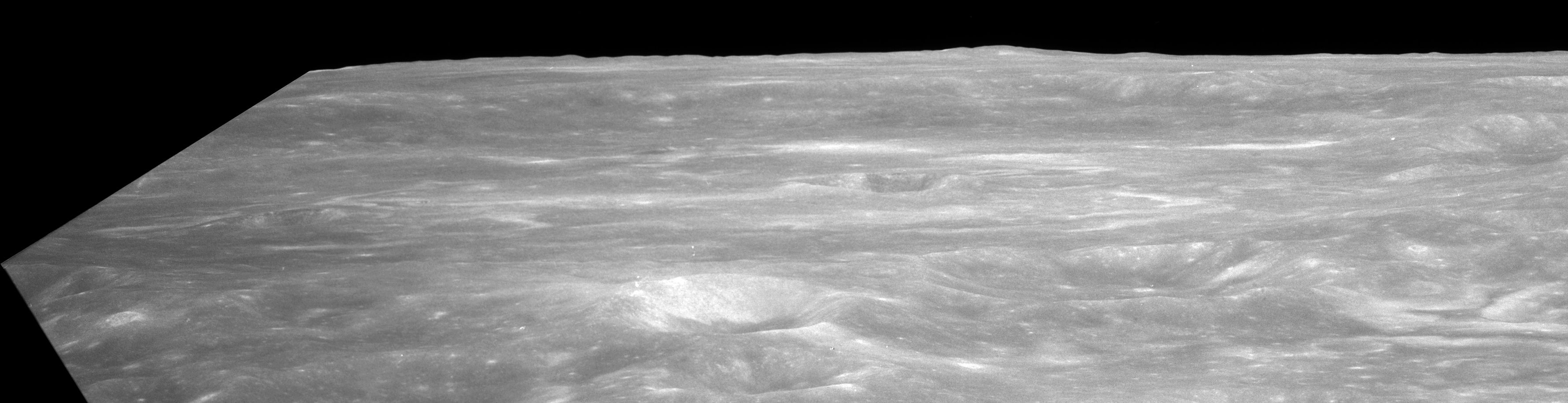
Fotografia de la missió Apol·lo 11
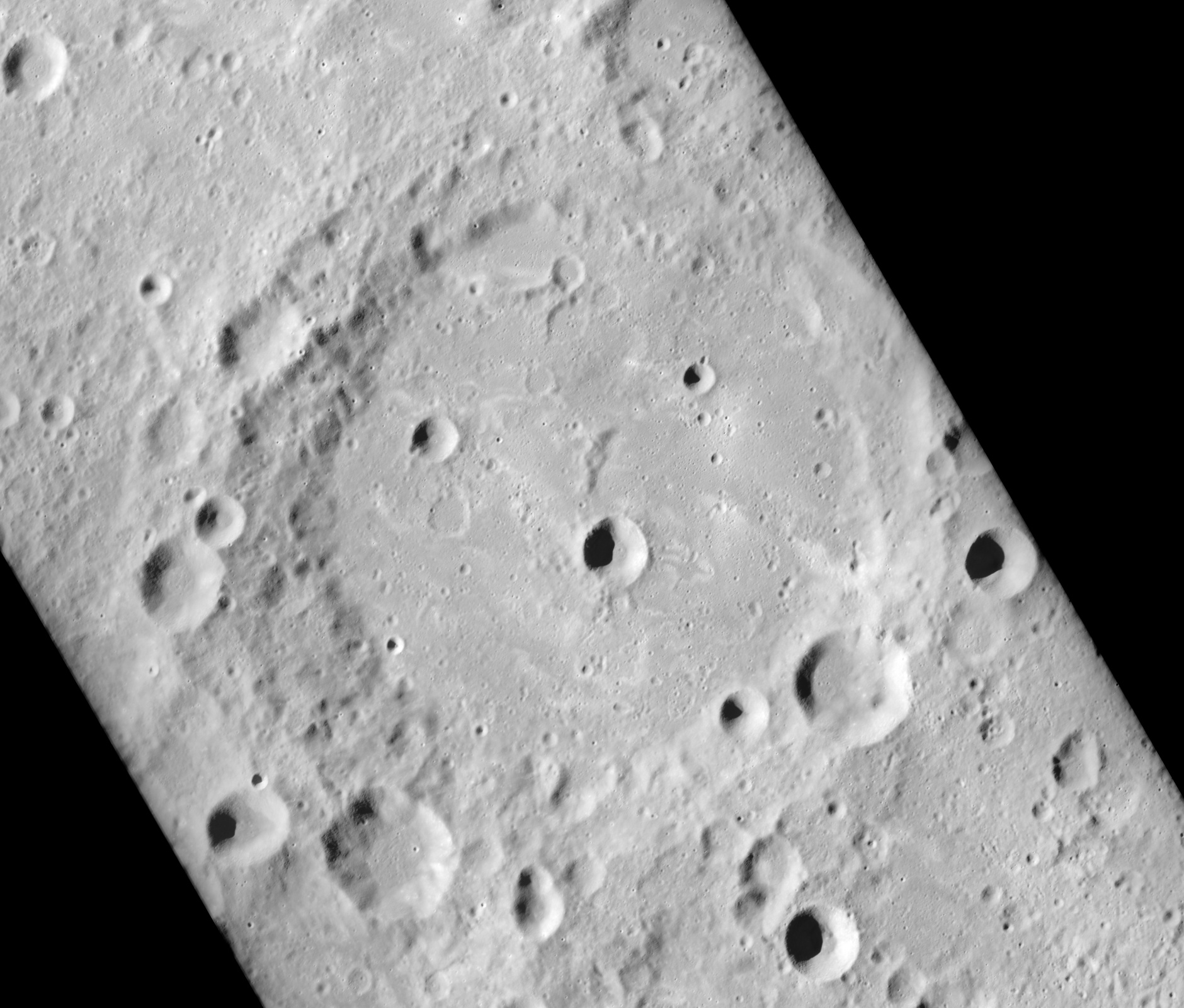
Una altra imatge de Fleming